# 国際連合安全保障理事会決議1154
国際連合安全保障理事会決議1154（こくさいれんごうあんぜんほしょうりじかいけつぎ1154、英: United Nations Security Council Resolution 1154）は、1998年3月2日に国際連合安全保障理事会で採択されたイラク・クウェート情勢に関する決議。略称はUNSCR1154。

## 概要
国連安保理決議1154は、イラクの武装解除確認のための決議で、先行の決議687の完全な履行と、無条件かつ無制限にIAEAおよびUNSCOMの査察を受け入れることをイラクに求めるもの。決議は全会一致で採択された。

## 主な内容
- 1998年2月23日にイラク副首相と事務総長との間で調印された合意覚え書き（S/1998/166）の早期かつ完全な履行を求める。
- 大統領敷地の査察に関する方法の決定に関する報告を事務総長に求める。
- 無条件かつ無制限に、関連諸決議に基づくUNSCOMおよびIAEAの査察に合意するよう求める。
- この決議に対するいかなる侵害も、イラクにとっては最も重大な結果をもたらすであろうことを強調する。

## 備考
本決議は日本とイギリスの共同提案によるもので、日本が中東地域の問題にたいして主導的役割を果たした稀有な例である。決議違反に対し「最も重大な結果（severest consequences）をもたらす」という異例の強い表現であるため、アメリカにはイラクが決議違反をした際に武力行使をする根拠として受け止められた。しかし、この決議が1998年初めのイラク危機の外交的解決を図り、アメリカの武力行使による全面紛争化を防いだため、安全保障理事各国に好意的に受け止められた。ロシアのエフゲニー・プリマコフ外務大臣は小渕恵三外務大臣に電話で感謝の意を述べたという。